# Platycercus adscitus
Platycercus adscitus là một loài chim trong họ Psittacidae.
Đây là loài bản địa đông bắc nước Úc. Đây là một con vẹt kích thước vừa phải với đầu màu vàng nhạt, má màu phấn trắng, lưng vàng và vàng nhạt và phần dưới xanh nhạt. Hai phân loài được công nhận, mặc dù một số nhà chức trách cho rằng nó có tính đồng nhất với phân loài phía đông đông ở phía đông nam Úc.
Được tìm thấy trong rừng mở, nó ăn hạt và trái cây. Giống như các loài trong chi khác, loài này làm tổ trong các hốc cây lớn. Thậm chí đã tìm thấy có tổ trong một cái cây rỗng 50 cm dưới mặt đất hơn là trên mặt đất. Nó dễ dàng thích nghi với điều kiện nuôi nhốt và được mua bán làm chim cảnh.

## Phân loại
Loài này lần đầu tiên được nhà khoa học người Anh John Latham mô tả khoa học vào năm 1790. Có hai phân loài, palliceps (đông Queensland) được biết đến nhiều hơn.